# Dynastie najâhide

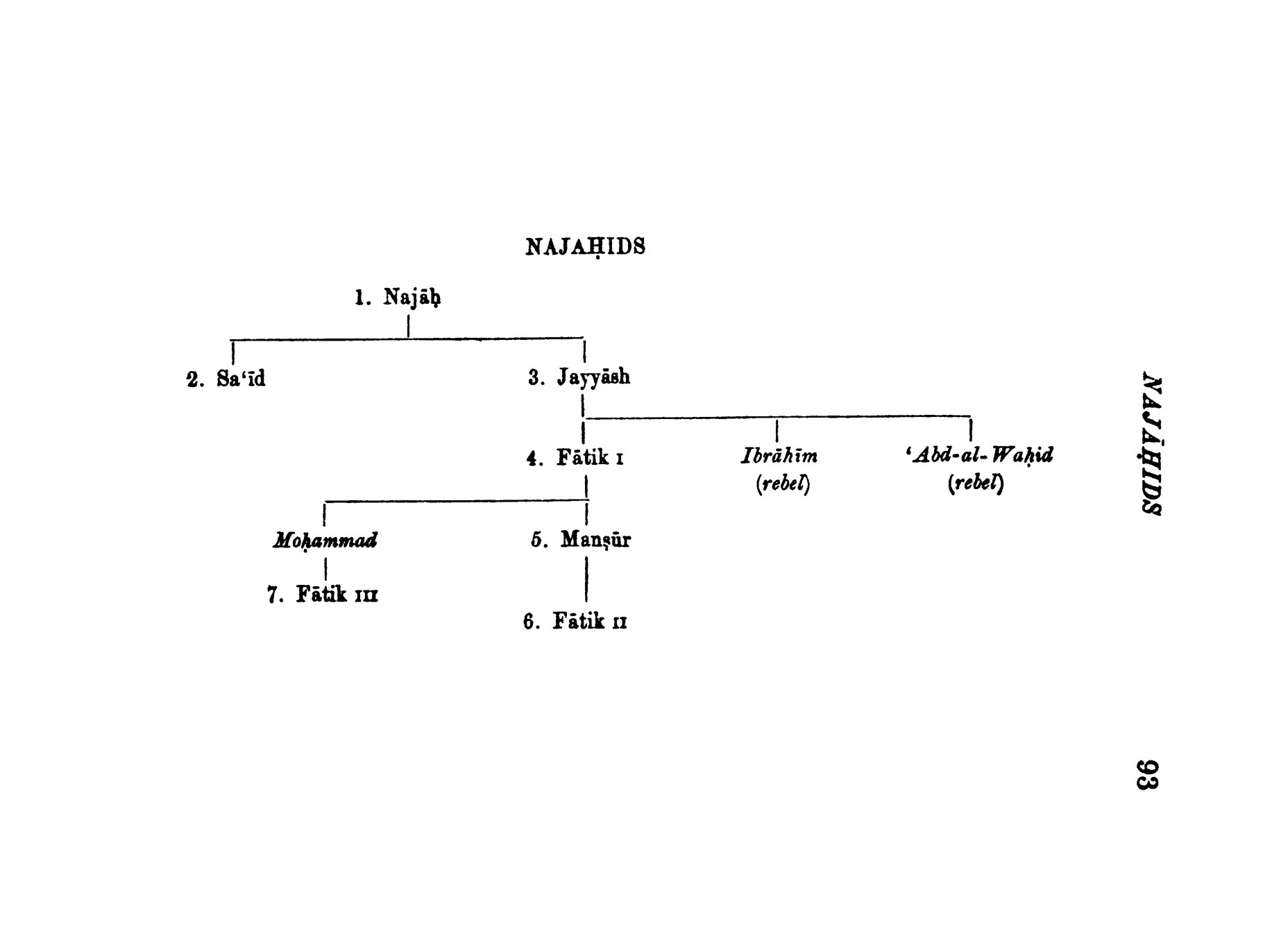
La dynastie najâhide

1022–1158
Entités précédentes :
- Dynastie ziyadide

Entités suivantes :
- Dynastie Mahdide

La dynastie najâhide (arabe : بنو نجاح; Banū Najāḥ) est une dynastie musulmane sunnite de mamelouks abyssiniens qui règne sur certaines parties du Yémen de 1022 à 1158 depuis sa capitale Zabid. Najah obtient la reconnaissance du calife abbasside al-Qadir et reçoit le titre honorifique d'« al-Mu'ayyad Nasr al-Din ». Ils affrontent des hostilités de la part des ismaéliens chiites sulayhides, loyaux aux Fatimides. Leur dernier souverain est tué par Ali ibn Mahdi, un kharijite, en 1158.

## Histoire
Le dernier roi ziyadide meurt en 1018, laissant derrière lui un enfant. La tutelle de cet enfant est finalement assumée par un esclave nubien nommé Hussein ibn Salamah. Husayn ibn Salamah sauve la dynastie ziyadide de l'effondrement total après une attaque dévastatrice des Yufirides. Avant l'ascension des Najahides, la côte sud-ouest du Yémen et de l’Arabie saoudite (le Tihama) est dominée depuis le IXe siècle par deux royaumes rivaux : les Yufirides dans la ville de Sana’a et les Ziyadides dans la ville de Zabid. Husayn rétablit les frontières originelles du royaume ziyadide et est reconnu pour ses travaux de construction à Zabid. Il est ensuite remplacé en tant que vizir par un esclave nommé Marjan, qui confie la régence à ses administrateurs abyssiniens Nafis et Najah. Cependant, Nafis conspire avec Marjan pour tuer le jeune roi et s’emparer du titre de sultan. Tyrannique et redouté par le peuple, Nafis contraste avec Najah, qui est clément, juste et aimé de tous. Nafis finit par assassiner le jeune roi ainsi que la princesse. Ce roi assassiné est le dernier de sa dynastie, et avec lui la lignée des Banu Ziyad s’éteint.
En apprenant le sort du roi et de la princesse, Najah appelle à l’aide ses voisins, qu’ils soient arabes ou non. Il marche sur Zabid et finit par tuer Nafis et Marjan. Najah prie sur les corps du roi et de la princesse et érige un mausolée sur leur lieu de sépulture. Il obtient la reconnaissance du calife abbasside al-Qadir, qui lui accorde le titre honorifique de al-Mu'ayyad Nasr al-Din, et il frappe monnaie à son nom. Il continue de régner sur le Tihama et exerce son contrôle sur la plupart des habitants des hautes terres, se faisant appeler « roi » dans la khutba et dans les documents officiels, avec le titre de « Notre Seigneur ». Il a plusieurs enfants, parmi lesquels Saïd, Jayyash, Mu'arik, adh-Dhakhirah et Mansur.

## Conflict avec les Sulayhides
Alors que Najah exerce son pouvoir sur les régions côtières du sud-ouest du Yémen, son autorité sur le continent rencontre une opposition en raison de l’émergence des Sulayhides, une dynastie chiite ismaélienne loyale au califat fatimide, dirigée par leur fondateur Ali al-Sulayhi. Al-Sulayhi s’empare de Sana’a des Yufirides et commence à défier directement le pouvoir de Najah. Selon Umara al-Yamani (en), Al-Sulayhi, bien que craignant Najah, cherche à gagner ses faveurs en adoptant un comportement humble, tout en continuant secrètement ses efforts contre lui, jusqu’à parvenir à sa mort. Il réussit finalement à l’assassiner en lui envoyant en cadeau une belle esclave qui l’empoisonne.
Après la mort de Najah, Al-Sulayhi capture Zabid et force les enfants de Najah à fuir vers Dahlak. Parmi les enfants de Najah, Sa’id al-Ahwal et Jayyash se montrent les plus déterminés. Mu’arik, l’aîné de la famille, se suicide dans un accès de folie, tandis que Dhakhirah, une jeune fille, n’a alors à peine atteint l’âge de la puberté. Sa’id quitte Dahlak et se cache à Zabid dans la maison d’un homme nommé Raïs Mula'ib, de la tribu des Khaulanites. Il écrit à son frère pour lui demander de venir à Zabid, annonçant la chute imminente des Sulayhides et la restauration de leur règne. Ali al-Sulayhi (en), accompagné de son frère et de la reine Asma, part en pèlerinage à La Mecque. En chemin, son armée est attaquée et anéantie par Sa’id ibn Najah, qui capture et pille les soldats d’al-Sulayhi. Sa’id, rapporte Jayyash, « devient enivré d’orgueil et adopte une attitude hautaine, même envers moi, son frère, fils de notre père et de notre mère. « Je lui conseillai de faire preuve de bonté envers la Dame Asma et d’accorder une amnistie aux princes de la famille sulayhide qui l’accompagnaient. Il ordonna alors que les Sulayhides soient amenés, et ils furent tous exécutés jusqu’au dernier homme. Que la miséricorde de Dieu soit sur eux ! Je vis un vieil homme parmi eux, qui tenta de se protéger derrière son fils, mais la lance traversa leurs deux corps. Que Dieu nous préserve de l’écrasante épreuve du malheur ! Je n’oublierai jamais le spectacle de la tête d’as-Sulayhi montée au sommet de l’ombrelle royale. »
Selon Ibn Khaldoun, as-Sulayhi était en route pour La Mecque sous les directives d’al-Mustansir Billah, qui lui avait ordonné de mener la guerre contre l’émir de La Mecque en raison de son refus de se soumettre à l’autorité fatimide. Trois jours après la bataille, Sa’id partit pour Zabid avec les têtes d’as-Sulayhi et de son frère Abdullah al-Sulayhi, ainsi qu’un important butin. Il emprisonna ensuite la reine Asma et plaça les têtes bien en vue, face à la fenêtre de la maison qu’il lui assigna pour résidence. Asma resta captive de Sa’id ibn Najah pendant une année entière. La mort d’as-Sulayhi rendit tout le monde craintif à l’égard de Sa’id ibn Najah. Les gouverneurs des forteresses montagneuses prirent possession des places sous leur responsabilité, et l’autorité d’al-Mukarram (fils et successeur d’as-Sulayhi) fut pratiquement anéantie. Cependant, l’autorité de Sa’id dans le Tihama se renforça et il envoya des gens à Dahlak pour acheter vingt mille hommes pour lui.
Pendant sa captivité, Asma élabora un plan ingénieux pour envoyer une lettre à son fils al-Mukarram. Elle cacha la lettre dans un pain et le donna à un mendiant, qui devait ensuite le remettre à al-Mukarram. La princesse écrivit à son fils en ces termes :

« Je suis enceinte de (Al-Ahwal). Veille à venir me rejoindre avant mon accouchement. Sinon, un déshonneur éternel s’ensuivra. »

Al-Mukarram rassembla une armée de 3 000 cavaliers et marcha vers Zabid pour libérer sa mère de captivité. L’armée des Najahides fut vaincue et un nombre immense de soldats furent tués. Sa’id al-Ahwal s’enfuit de nouveau du champ de bataille pour se réfugier à Dahlak. Ahmed al-Mukarram découvrit ensuite que sa mère n’était pas enceinte ; elle avait inventé cela pour susciter et encourager son fils à défendre son honneur. Il fit enlever les deux têtes, les enterra, puis nomma son oncle As’ad ibn Shihab gouverneur de Zabid et de ses dépendances dans le Tihama, avant de retourner à Sana’a.
En 1087, Sa’id al-Ahwal revint à Zabid, mais il fut tué la même année par Ahmed al-Mukarram. Al-Mustansir Billah, le calife fatimide, envoya à Asma deux lettres pour la féliciter de son retour en sécurité après sa captivité. Toutes deux commençaient par les mots suivants :

« De l’Imam al-Mustansir, commandeur des croyants, à al-Hurra (littéralement "la libre" — titre utilisé par la plupart des tribus yéménites pour désigner leurs femmes d’élite), la noble, la pure, la pieuse, l’honorée, protectrice des croyants, mère des princes fidèles, que Dieu la protège. »

Jayyash, l’autre fils de Najah, s’enfuit en Inde et y resta pendant six mois avec son vizir Khalf, fils d’Abu Tahir l’Omeyyade (apparemment un descendant de Sulayman ibn Hisham (en), fils d’Abd al-Malik). Jayyash retourna à Zabid déguisé en Indien, laissant pousser ses cheveux longs et couvrant l’un de ses yeux avec un bandeau noir. Il était accompagné de 3 000 Turcs Oghouzes (la présence de Turcs augmenterait considérablement sous la période ayyoubide, formant plus tard les origines de la dynastie rasoulide). En tant que sunnite, il bénéficiait du soutien de la population et prit aisément le pouvoir dans la ville. Un conflit entre deux fonctionnaires sulayhides à Zabid joua en sa faveur. Jayyash entendit l’un d’eux dire à l’autre : 

« Par Allah, si je trouvais un chien de la famille de Najah, je ferais assurément de lui le roi de Zabid. »

Cela fut dit à la suite d'une querelle survenue entre le gouverneur As'ad ibn Shibab et Aly ibn al-Kumm (qui était vizir auprès du gouverneur nommé par le roi al-Mukarram). Il utilisa sa maîtrise des échecs pour se rapprocher du vizir. Jayyash se lia d'amitié avec le vizir et commença à jouer aux échecs fréquemment avec lui, mais il révéla accidentellement son identité par un faux pas après une partie où il laissa Husain, le fils du vizir, gagner, suivant une promesse de récompense de la part de son père. Après avoir accidentellement dévoilé son identité, Jayyash tenta de fuir. Le vizir le rattrapa, mais ne le dévoila pas. Ils jurèrent tous deux sur le Coran. Le vizir lui dit que ce qui s'était passé ne pourrait longtemps rester caché à As'ad ibn Shibab, et en réponse, Jayyash lui annonça qu'il avait cinq mille lanciers dans la ville. "La victoire est entre tes mains," répondit 'Aly, "déclare-toi publiquement." Jayyash répondit à 'Aly qu'il ne souhaitait pas que du mal arrive à As'ad ibn Shibab, en raison de la bienveillance du vizir envers lui. Jayyash donna l'ordre de faire sonner les tambours et les trompettes, incitant les habitants de la ville à prendre les armes à ses côtés, et Ibn Shihab fut fait prisonnier. "Rien ne peut nous défendre contre vous, ô famille de Najah," dit-il à Jayyash, "car la fortune de l'homme est comme les seaux d'un puits (qui se remplissent d'eau au bénéfice tour à tour de l'un, puis de l'autre). Mais je ne demande pas de clémence." "Et toi, ô Abu Hassan," répondit Jayyash, "tu ne souffriras aucun mal." Jayyash traita As'ad et ses enfants avec bonté, et les renvoya avec tous les biens qu'il possédait, ainsi que toute sa famille, à Sana'a. Jayyash continua à régner en paix, sans aucune difficulté venant des Hautes Terres, jusqu'à sa mort.

## Chute de la dynastie
Après sa mort, la confusion régna. Son fils Fatik, né d'une concubine indienne, lui succéda. Son règne fut relativement bref et entaché par une dispute de succession avec ses frères. Ce conflit persista même après sa mort en 1109. Fatik fut remplacé par son fils al-Mansur, qui, fuyant la discorde entre ses oncles, chercha refuge et soutien auprès des Sulayhides. Finalement, il fut installé à Zabīd par les Sulayhides. La reine Arwa al-Sulayhi, dernière souveraine Sulayhide, mourut en 1138. Après sa disparition, le Yémen fut divisé entre plusieurs prétendants.
L'imamat zaydiste fut rétabli à Najran, Sa'dah et Jawf après 72 ans d'absence. Les sultans hamdanides étaient souverains de Sanaa, tandis que les vizirs najahides gouvernaient Zabid de manière indépendante. Mansur déjoua une tentative d'assassinat orchestrée par son vizir, qu'il remplaça par la suite. Cependant, il tomba plus tard victime d'un empoisonnement planifié par son vizir suivant, Mann Allah. L'année suivante, il battit à Zabid Najib ad-Dawla, que les Fatimides avaient envoyé d'Égypte alors que le pouvoir Sulayhide déclinait. La concubine d'al-Mansur, Alam al-Malika (en), trama un complot pour sa mort, complot dont elle réussit à venir à bout.
Il fut succédé en tant que vizir par un homme nommé Ruzayk, puis plus tard par al-Muflih. Cependant, Alam s'opposa à al-Muflih et soutint ses favoris, Surur et Ikbal, bien qu'ils ne fussent pas en bons termes eux-mêmes. Leurs disputes menèrent à des conflits où d'autres dirigeants furent appelés contre Zabid. Ikbal fit tuer Fatik II en 531/1137, et il fut remplacé par son cousin, Fatik III, qui eut un règne relativement long, bien que le pouvoir effectif demeurât entre les mains des vizirs. Surur, qui avait effectivement exercé le pouvoir depuis 529/1135, fut assassiné dans une mosquée de Zabid en 551/1156 par un émissaire des Mahdides.
Lorsque l'Imam zaydi al-Mutawakkil Ahmad b. Sulayman fut appelé à l'aide par les Najahides, il exigea que Fatik soit déposé et qu'il soit reconnu comme seigneur de Zabid. Cette condition fut acceptée, mais finalement, les Mahdides capturèrent Zabid. Selon Umarah, Ibn Mahdi suivait l'école de pensée hanafite, mais il ajouta à ses principes fondamentaux la doctrine qui considère le péché comme une infidélité, passible de la peine de mort. Il soutenait également que la peine de mort devait être infligée à tous les musulmans professant une opposition à son enseignement, que leurs femmes capturées pouvaient être réduites à l'état de concubines, leurs enfants réduits en esclavage, et que leur pays devait être traité comme une terre d'infidèles.
Leurs règnes furent de courte durée, car le Yémen tomba rapidement sous le contrôle des Ayyoubides. Parmi les causes qui contribuèrent au succès d'Ibn Mahdi, Umarah dit : « L'une des raisons fut que leurs chefs étaient remplis de jalousie et d'envie, en voyant l'importance acquise par Surur. Après sa mort, pendant sa prière, par un agent des Kharjites d'Ibn Mahdi, les portes du mal s'ouvrirent contre la dynastie, et les liens de sa stabilité furent dénoués. » Il vainquit les Sulaymanides, qui versaient un tribut annuel de 60 000 dinars, et il était largement populaire au Yémen.
Selon Umarah, à son arrivée depuis al-Mahjam, les gens sortaient en foule de la ville pour aller à sa rencontre. Ils se divisaient en groupes et se tenaient sur une colline élevée en attendant son arrivée. Les premiers à le saluer étaient les juristes des écoles Malikite, Hanafite et Shafi'ite. Le prince descendait de cheval en signe de respect, ce qu'il ne faisait pour aucune autre catégorie. Ils étaient suivis par les marchands, après quoi les soldats se présentaient en foule. Après la prière du matin, il se lançait souvent dans diverses activités telles que rendre visite à un juriste, soigner les malades, offrir des condoléances aux endeuillés, participer à des fêtes ou assister à des mariages. Ses visites ne se limitaient pas aux chefs militaires, aux érudits ou aux marchands fortunés ; il prenait aussi du temps pour les personnes de statut inférieur. Quiconque cherchait son attention la recevait, quel que fût son rang.

## Origines
Au Yémen, malgré sa proximité avec le continent africain, les soldats esclaves venaient de diverses origines. La présence de soldats esclaves dans la région remonte au premier millénaire et persista jusque dans l'ère moderne. À son apogée, le royaume himyarite exerça une influence considérable sur une grande partie de la péninsule arabique grâce à son subordonné, la tribu Kinda (en), qui agissait en tant qu'auxiliaires.
Initialement, les soldats originaires d'Abyssinie formaient la majorité de ces esclaves militaires durant l'ère des Ziyadides (818-1018). La dynastie fut fondée par Najah, l'un des nombreux Abyssiniens recrutés pour servir la dynastie Ziyadide, bien qu'il ne soit pas clair s'il était né au Yémen ou s'il avait été amené d'Abyssinie. Selon Umarah, Najah appartenait à la tribu abyssinienne des "Jazali". Cette tribu semble avoir fourni des membres à la dynastie. Dans une liste succincte de tribus abyssiniennes, le géographe syrien Al-Dimashqi mentionne également "les Djazl, qui sont réputés pour leur physique élégant". Le "Djazl" de Dimashqi pourrait correspondre au "Jazali" d'Umarah, bien que ce dernier soit autrement difficile à identifier. Toutefois, certaines tribus mentionnées sont identifiables. Umarah affirme que le vizir Muflih venait de la tribu des "Sahrat".
Le souverain le plus renommé, Surur, selon Umarah, « Celui dont je parle était le noble Kaid Abu Muhammad Surur al-Fatiki. Il appartenait à la tribu des Amhara, et tout ce que je peux dire de lui n'est qu'une goutte dans l'océan de ses grandes vertus. » Umarah conclut à leur sujet, en disant : « Aucun roi arabe ne les surpassait en mérite personnel ou en quoi que ce soit d'autre, si ce n'est en noblesse de lignée. Ils étaient connus pour leur générosité, pour leur domaine brillant (architecture), et pour combiner la renommée en guerre avec des réalisations célèbres en temps de paix. »

## Liste des dirigeants
- al-Mu'ayyad Najah 1022−1060
- Ali Da'i Sulayhid 1060−1062
- Sa'id al-Ahwal 1062−1080
- Abu't-Tami Jayyash 1080−1089
- Fatiq ibn Jayyash 1089−1104
- al-Mansur ibn Fatiq 1104−1109
- al-Fatiq II-Mansur 1109−1123
- al-Fatiq III ibn Muhammad ibn Mansur 1123−1158